# Els Encantats
Els Encantats són dues agulles –o dues puntes– d'una famosa muntanya situada als Pirineus, al sud de l'estany de Sant Maurici, a la riba dreta del riu Escrita, en sentit orogràfic. Forma part de la capçalera de la Noguera Pallaresa. Administrativament, el territori pertany al municipi d'Espot, al Pallars Sobirà, i és inclòs al Parc Nacional d'Aigüestortes i Estany de Sant Maurici. El massís està limitat per la vall de Monestero a l'oest, les comes de la Valeta Seca al sud i de l'estany Seruy a l'est i per la vall del riu Escrita pel nord.
La punta est (el Petit Encantat) té 2.734,3 metres d'altitud i el Gran Encantat 2.748,7 metres, i són separats per una gran bretxa o enforcadura a 2.630,7 metres.
El Gran Encantat està inclòs a la llista dels 100 cims de la FEEC.
Petrogràficament, la part alta de la vall de l'Escrita majoritàriament és formada del mateix granit normal de l'eix axial pirinenc (el batòlit de la Maladeta); malgrat això, aquests dos pics són de roca calcària del Devonià on podem observar l'estratificació original en aquest tipus de roca. La qualitat de la roca no gaire bona, des del punt de vista alpinístic, però que ha donat lloc a eixes espectaculars agulles.

## Origen llegendari
Com moltes altres muntanyes, el seu nom neix entre antigues llegendes. En aquest cas la llegenda diu que aquestes dretes agulles eren de primer només dos caçadors que havien fugit de missa per ser els primers a batre l'isard i que van ésser maleïts i varen quedar petrificats per sempre.

## Història de les seves ascensions

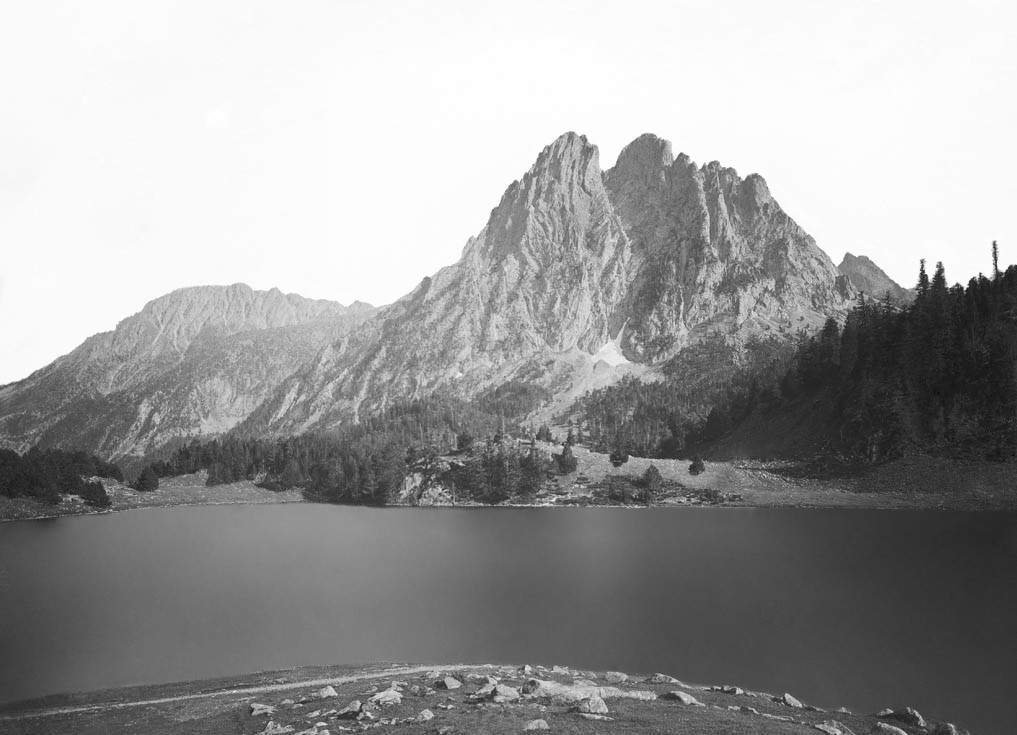
L'estany de Sant Maurici amb els Encantats de fons, vers el 1889

Les primeres ascensions són atribuïdes a l'expedició de Ludovic Fontan dit de Negrin, amb els guies Bernard Salles dit Garre, l'aragonès Juan Angusto dit Rafael i els catalans Isidre Romeu i Bartomeu Ciffre que assoliren el Gran Encantat l'any 1901, per la que avui en dia és la via normal. El Petit Encantat va ésser vençut l'any següent per una cordada francesa, els senyors René d'Astorg i Henri Brulle amb el guia Castagné de Gavarnia.
L'any 1910, mossèn Jaume Oliveras i Joan Abella assoliren l'Encantat Gran per la canal nord-est, i l'estiu següent mossèn Oliveras en solitari assoleix l'Encantat Petit (4º ascensió i primera estatal per la cara nord i l'aresta nord-est), havent de superar enormes dificultats i greus perills. Aquesta ascensió va tenir el ressò que li havia mancat a les anteriors, a causa possiblement de la popularitat d'Oliveres en la societat catalana de l'època.
Destacable va ser també l'ascensió de Josep Boix, Josep Costa i Carles Balaguer el setembre de 1935, obrint una via directa a la paret nord-oest a l'Encantat Petit. Itinerari que fou repetit un any més tard pel famós escalador italià Emilio Comici pensant que era el primer.
Per la seva situació, dintre del Parc Nacional, els Encantats són contemplats cada estiu per un gran nombre de persones i han donat lloc a una de les més conegudes imatges publicitàries dels Pirineus.
Altrament, són nombrosos els alpinistes o escaladors que intenten algunes de les vies normals de pujada. La més concorreguda és la de l'Encantat Gran per la Valleta Seca i el coll S, amb una graduació de "poc difícil", encara que amb trams força aeris i perillosos. L'Encantat Petit es puja habitualment des de l'enforcadura, però l'ascensió d'aquests cent metres requereix escalar (passos de IV), ja que es tracta d'una paret de forta verticalitat i en roca no gaire segura. El descens es fa per la mateixa via de pujada.
A l'hivern o a la primavera és freqüent la realització d'ascensions per l'espectacular Canal Central fins a la bretxa que separa ambdues puntes. El pendent mitjà és d'uns 50° i, si la qualitat de la neu és l'adequada, presenta dificultats només al moment de la sortida a l'enforcadura, on les roques –ja prou difícils– acostumen a ser-hi cobertes de gel. El descens es fa per la via normal de l'Encantat Gran.